# Pippo (nome)
Pippo  è un nome proprio di persona italiano maschile.

## Varianti
- Femminili: Pippa

### Varianti in altre lingue
- Inglese
  - Femminili: Pippa[2]

## Origine e diffusione
Rappresenta principalmente l'ipocoristico del nome Filippo, esteso talvolta anche al nome Giuseppe. Nel caso di Filippo, si tratta di un'aferesi ("Lippo") con la successiva sostituzione della l con la p iniziale, in ripresa della doppia p successiva (il procedimento è analogo a quello di molti altri ipocoristici, quali ad esempio Arrigo-Ghigo, Giovanni-Nanni, Giuseppe-Peppe, eccetera). Nel caso di Giuseppe, invece, si tratta più probabilmente di un accostamento paretimologico con l'ipocoristico "Peppo", variante del più comune "Peppe". Nel sud deriva da Peppino (dialettale Pippinu) da cui derivano le due forme sincopate Pinu e Pippu.
A proposito della sua diffusione, Pippo è un ipocoristico riscontrabile un po' in tutta Italia, dal Nord al Sud del paese. Nel Sud è tipicamente e prevalentemente associato a Giuseppe.

## Onomastico
L'onomastico si festeggia lo stesso giorno del nome di cui costituisce un'abbreviazione.

## Persone
- Pippo Baudo, conduttore televisivo italiano
- Pippo Civati, politico italiano
- Pippo Franco, attore, cantante, cabarettista e conduttore televisivo italiano
- Pippo Inzaghi, calciatore italiano
- Pippo Santonastaso, attore e cabarettista italiano
- Pippo Tamburri, attore teatrale e poeta italiano

### Variante femminile Pippa
- Pippa Bacca, artista italiana
- Pippa Funnell, cavallerizza britannica
- Pippa Middleton, socialite britannica
- Pippa Scott, attrice statunitense

## Il nome nelle arti
- Pippo è uno dei più celebri personaggi creati da Walt Disney.

## Curiosità
- Pippo è una delle variabili metasintattiche.